# Jennie Dielemans
Jennie Dielemans, född 1972, är en svensk författare och journalist. Hennes första bok Motstånd, som hon skrev tillsammans med Fredrik Quistbergh, kom 2001 och tar upp strategier för att göra motstånd och förändra samhället. Den fiktiva Tackar som frågar från 2006 följer en handfull karaktärer som bor i en förort till Stockholm. Välkommen till paradiset (2008) var en kritisk reportagebok om den globala turistindustrin som fick ett positivt mottagande och skapade livlig debatt. 2017 fortsatte Dielemans med sitt praktiskt inriktade skrivande i och med Nyckeln – en handbok i att starta och driva mötesplatser för organisationen Folkets Hus och Parker.